# Claude Pichaureau
Claude Pichaureau (1940) is een hedendaags Frans componist, dirigent en muziekpedagoog.

## Leven
Pichaureau studeerde aan het Conservatoire national supérieur de musique in Parijs bastrombone, harmonieleer (Jeanne Leleu), fuga, compositie en orkestdirectie en behaalde in alle vakken eerste prijzen.
Nadat te zijn afgestudeerd was hij eerst bastrombonist in een orkest. Verder werd hij professor in de muziek aan het Conservatoire National de Région de Boulogne-Billancourt en aan het Conservatoire National de Région de Paris. Later werd hij directeur van de École Nationale de Musique - École Nationale de la Magistrature de Limoges en sinds 1972 is hij professor aan het Conservatoire national supérieur de musique te Parijs. Eveneens was hij werkzaam als componist en als dirigent.
Hij maakte een tournee door Zuid-Amerika met de danseres Lyane Daydé en het Grand Ballet Classique de France. Hij creëerde L'Eau et le Feu en La Grande Menace met het Orchestre de Paris, en Aranéa, een choreografisch spektakel met Jeanine Charrat het Ballet van Vlaanderen en het Symfonisch Orkest van Boekarest.
Van 1981 tot 1991 was hij als opvolger van Désiré Dondeyne chef-dirigent van het befaamd harmonieorkest Musique des Gardiens de la Paix de Paris een maakte vele cd-opnames met dit orkest. In 1992 was hij artistieke leider van het harmonieorkest van het Conservatoire national supérieur de musique te Parijs en ook in de sessies van 1993-1994-1995 deed hij dat samen met Xavier Darasse.
Als componist schreef hij werken voor symfonisch orkest, harmonieorkest en kamermuziek. Verder bewerkte hij klassieke en symfonische werken voor harmonieorkest.

## Composities

### Werken voor harmonieorkest
- rev1996 Pierres Sonnantes, symfonisch gedicht voor picollotrompet en harmonieorkest
- 2000 Parisian dream, suite concertante voor trompet (of saxofoon) solo en harmonieorkest
- La Géante Rouge
- Marche des Gardiens de la Paix
- Pour la France et pour Paris
- Rafflesia du prélude à l'épilogue, voor altsaxofoon en harmonieorkest
- Variations sur le Thème du Vouvray, voor 5 trompetten, cornetkoor en harmonieorkest

### Kamermuziek
- 1996 Nymphea-Lotus, triptyque voor fagot en piano
- 30 Études dans tous les Tons, voor bastrombone
- 30 récréations en forme d'études, voor trombone
- 5 Concertini minute No.2, voor trompet en piano
- 5 Concertini minute No.3, voor trompet en piano
- 5 Concertini minute No.4, voor trompet en piano
- 5 Concertini minute No.5, voor trompet en piano
- Concertino minute No.6, voor drie trombones
- Aristolochos, voor trompet en orgel
- Atony, voor koperkwintet
- Coreopsis - Suite gamoséquence voor slagwerk en piano
- Cornotests, voor hoorn in F en piano
- Extase, voor trombone ensemble
- Ipomea, voor trompet en piano
- Le tromboniste debutant contemporain - Concertino No. 1, voor trombone en piano
- Préambule - 1er recueil du tromboniste
- Prélude à Rafflesia, voor altsaxofoon
- Rafflésia du prélude à l'épilogue (version quatuor), voor saxofoonkwartet
- Rêverie au Fil de l'Onde
- Saximini, voor altsaxofoon (of tenorsaxofoon) en piano
- Seringa, voor bastrombone, contrabas en piano
- Spécial legato - 24 études, voor trombone
- Trombatests Vol.1, voor trompet en piano
- Trombontests Cycle 1, voor trombone en piano
- Tubatests Vol.1, voor tuba en piano
- Vingt études atonales, voor trombone
- Ylem, voor hoorn en piano

- Bibliothèque nationale de France: cb14785301z (data)
- Gemeinsame Normdatei: 10381471X
- International Standard Name Identifier: 0000 0001 1038 9046
- Library of Congress Control Number: n83175308
- MusicBrainz: 6caf6155-e921-42c9-b1f3-c07714ff275f
- Nationale Bibliotheek van Israël: 987007461686705171
- Système universitaire de documentation: 156669315
- Virtual International Authority File: 12569631
- WorldCat: E39PBJtmtMqCMRBfk9Xcf9JCcP